# Leiblfing

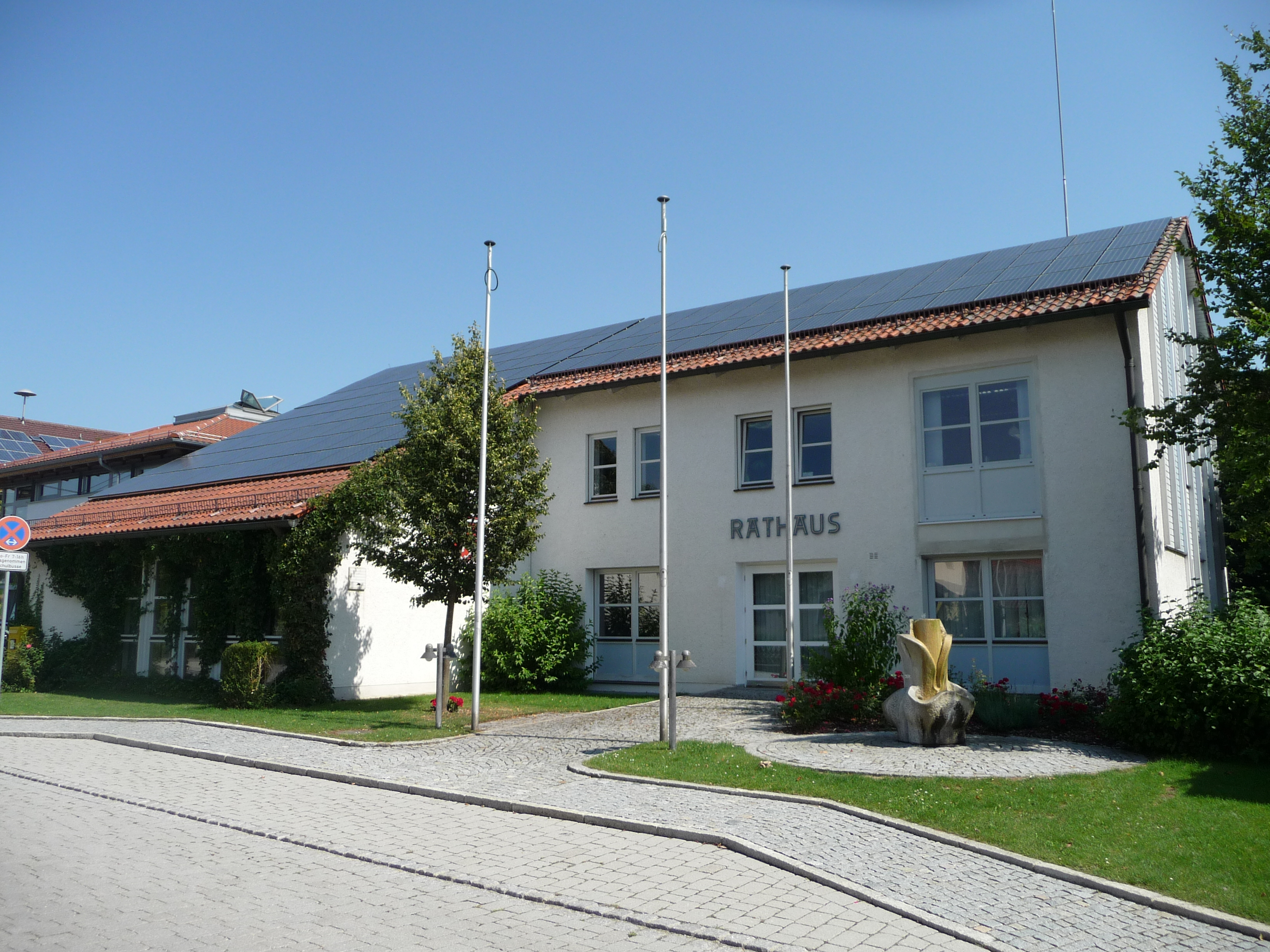
Das Rathaus der Gemeinde

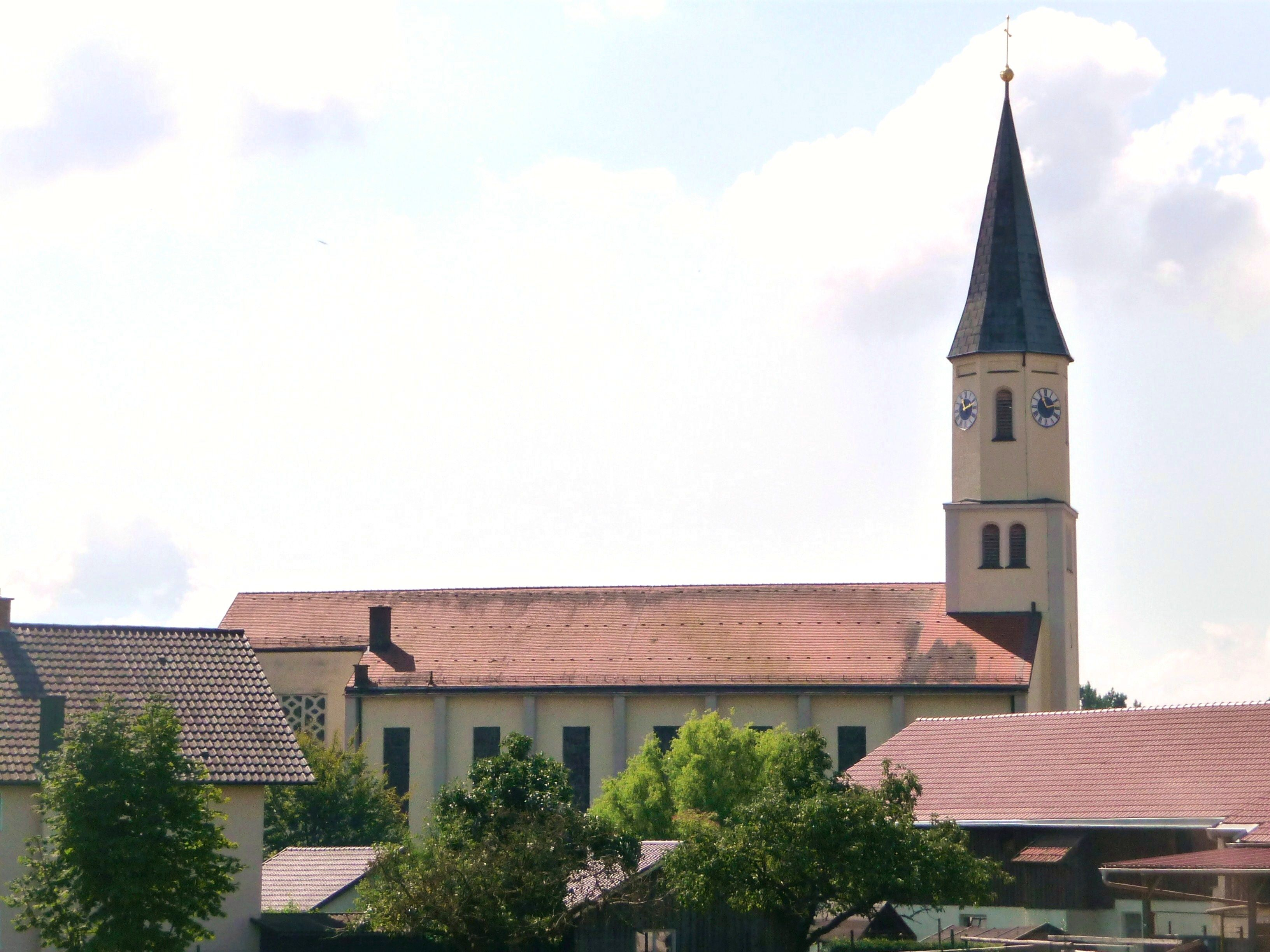
Die Pfarrkirche Mariä Himmelfahrt

Leiblfing ist eine Gemeinde im niederbayerischen Landkreis Straubing-Bogen.

## Geographie

### Geographische Lage
Die Gemeinde befindet sich in der Region Donau-Wald an der Aiterach im südlichen Landkreis Straubing-Bogen zwischen Straubing und Dingolfing. Der Hauptort Leiblfing dehnt sich im Aitrachtal aus. Das Gemeindegebiet ähnelt trotz der hügeligen Ausprägung und seiner Bewaldung dem Gäuboden.

### Gemeindegliederung
Es gibt 51 Gemeindeteile:
- Affa
- Altfalterloh
- Aspersgrund
- Burgstall
- Dirschkirn
- Eschlbach
- Eschlspitz
- Fendl
- Fierlbrunn
- Frauenholz
- Fußmühle
- Großklöpfach
- Grünberg
- Haid
- Haid bei Metting
- Haidersberg
- Hailing
- Hankofen
- Hardt
- Hausmetting
- Hetzhof
- Holzmauer
- Jägerberg
- Kaltenbrunn
- Kapitelholz
- Kleinklöpfach
- Kornbach
- Kriegsstadl
- Leiblfing
- Metting
- Mundlfing
- Niedersunzing
- Obersunzing
- Oberwalting
- Radlmoos
- Rauher
- Reithof
- Rohrhof
- Roßhart
- Rothmühle
- Rutzenbach
- Schleinkof
- Schwimmbach
- Schwineck
- Seibersdorf
- Siffelbrunn
- Sondergai
- Spitalholz
- Straßmühle
- Wackerstall
- Weihern

Es gibt die Gemarkungen Eschlbach, Hailing, Hainsbach, Hankofen, Leiblfing, Metting, Obersunzing und Schwimmbach.

### Integrierte ländliche Entwicklung
Seit dem 30. März 2012 ist die Gemeinde Leiblfing Mitglied der „ILE Gäuboden“. Weitere Mitglieder dieses Zusammenschlusses sind die Gemeinden Aiterhofen, Feldkirchen, Irlbach, Oberschneiding, Salching und Straßkirchen. Ein wesentliches Instrument der integrierten ländlichen Entwicklung ist das Integrierte Ländliche Entwicklungskonzept (ILEK). Dieses wurde Mitte des Jahres 2016 abgeschlossen.

## Geschichte

### Bis zur Gemeindegründung
Die ursprünglichen Grundherren von Leiblfing, Eschlbach, Walting und Hailing waren die Grafen von Leonsberg. Leiblfing gehörte später zum Rentamt Straubing und zum Landgericht Leonsberg des Kurfürstentums Bayern.
Im Zuge der Verwaltungsreformen in Bayern entstand mit dem Gemeindeedikt von 1818 die heutige Gemeinde.

### Eingemeindungen
Im Zuge der Gebietsreform in Bayern wurde am 1. April 1971 die Gemeinde Eschlbach eingegliedert. Am 1. Januar 1972 kam Obersunzing hinzu. Hailing, Hankofen, Metting und Schwimmbach sowie Gebietsteile der aufgelösten Gemeinden Hainsbach und Oberpiebing folgten am 1. Mai 1978.  Außerhienthal (von Oberpiebing) wurde bereits 1979 an die Gemeinde Salching abgegeben. 
1982 wurde Saulbach aus der Gemeinde Leiblfing in die Gemeinde Feldkirchen umgegliedert.

### Einwohnerentwicklung
Im Zeitraum 1988 bis 2018 wuchs die Gemeinde von 3396 auf 4191 um 795 Einwohner bzw. um 23,4 %.
- 1900: 3621 Einwohner
- 1950: 4607 Einwohner
- 1961: 3410 Einwohner
- 1970: 3392 Einwohner
- 1987: 3395 Einwohner
- 1991: 3433 Einwohner
- 1995: 3547 Einwohner
- 2000: 3839 Einwohner
- 2005: 4186 Einwohner
- 2010: 4200 Einwohner
- 2011: 4244 Einwohner
- 2012: 4255 Einwohner
- 2013: 4368 Einwohner
- 2014: 4192 Einwohner
- 2015: 4390 Einwohner
- 2016: 4424 Einwohner
- 2017: 4400 Einwohner
- 2018: 4450 Einwohner
- 2019: 4443 Einwohner

(Quelle: LfStat, Gemeinde Leiblfing)

## Politik

### Bürgermeister seit 1947
- 1947–1972: Rupert Horner (†)
- 1972–1978: Josef Lermer sen.
- 1978–1990: Georg Berleb (†)
- 1990–2002: Josef Hammerschmid (†)
- 2002–2020: Wolfgang Frank
- seit 1. Mai 2020: Josef Moll[12]

### Gemeinderat
Der Gemeinderat besteht aus 16 Mitgliedern. Für den Ortsteil Metting gibt es einen Ortssprecher. Die Gemeinderatswahlen seit 2014 ergaben folgende Stimmenanteile bzw. Sitzverteilungen:
| Partei/Liste | 2020  | 2020  | 2014  |
| Partei/Liste | %     | Sitze | Sitze |
| ------------ | ----- | ----- | ----- |
| CSU          | 35,84 | 6     | 8     |
| Freie Wähler | 45,32 | 7     | 5     |
| SPD          | 18,84 | 3     | 3     |

### Ehrenbürger
- Georg Berleb (†)
- Max Frank sen. (†)
- Rupert Horner (†)
- Karl Kötzner (†)
- Richard Maschauer (†)
- Paula Kötzner (†)
- Josef Lermer sen. (†)
- Josef Hammerschmid (†)

### Wappen
| Wappen von Leiblfing | Blasonierung: „Unter silbernem Schildhaupt, darin zwei rote Leisten, in Rot ein auf einem silbernen Seitenvierberg emporsteigender silberner Löwe.“ |
| Wappen von Leiblfing | Wappenbegründung: Der Löwe auf dem Seitenvierberg ist redendes Bild für die Grafen von Leonsberg, die im Hochmittelalter die wichtigsten Grundherren im Gemeindegebiet von Leiblfing waren. Die Vogtei über die Kirche in Leiblfing verkauften die Grafen von Leonsberg 1306 an das Domkapitel Regensburg. Daran erinnern die Hochstiftsfarben Silber und Rot. Die zwei roten Leisten im silbernen Schildhaupt sind vom Wappen der Herren von Leublfing übernommen, die im 12. Jahrhundert als Ministerialen der Bischöfe von Regensburg nachweisbar sind und bis in das 19. Jahrhundert wichtige Ämter im bayerischen Staatsdienst einnahmen. Dieses Wappen wird seit 1982 geführt. |

### Partnerschaften
Seit Mai 2000 besteht eine Partnerschaft mit der italienischen Gemeinde Affi.

## Wirtschaft und Infrastruktur

### Wirtschaft einschließlich Land- und Forstwirtschaft
Es gab 2014 nach der amtlichen Statistik unter anderem im Bereich des produzierenden Gewerbes 431, im Bereich Handel und Verkehr 139 und im Dienstleistungsbereich 140 sozialversicherungspflichtig Beschäftigte am Arbeitsort. Sozialversicherungspflichtig Beschäftigte am Wohnort gab es insgesamt 1763. Dadurch ergibt sich ein Pendlersaldo von −828. In der Gemeinde befinden sich zahlreiche mittelständische Betriebe. Zudem sind noch einige Familienbetriebe zu finden. Land- und Forstwirtschaft wird bis auf wenige Ausnahmen als Nebenerwerb betrieben.
Das Gewerbesteueraufkommen belief sich im Jahr 2015 auf 2,1 Millionen Euro. Die Steuerkraft je Einwohner betrug 836,60 Euro.

### Bildung
Es gibt folgende Einrichtungen:
- Kindertageseinrichtungen: zwei mit 161 Plätzen (Stand 2014)
- Grundschulen: eine mit 144 Kindern und acht hauptamtlichen Lehrkräften (Stand 2015/2016)[15]
- Mittelschulen: eine mit 81 Kindern und neun hauptamtlichen Lehrkräften (Stand 2015/2016)[16]

### Sport
Die Fußballmannschaft der SpVgg Hankofen-Hailing spielt in der viertklassigen Regionalliga Bayern. Heimspielstätte ist das Maierhofer Bau-Stadion.

## Töchter und Söhne der Gemeinde
- Josef Lermer (1894–1964), MdB
- Josef Kohlhäufl (* 1936), Kirchenmusiker, Professor für Gregorianik und Liturgik an der Universität für Musik und darstellende Kunst in Wien
- Christian Herden (* 1943), Jurist, Richter am Bundesfinanzhof, Mitglied des Bayerischen Verfassungsgerichtshofes
- Alfred Kohlhäufl (* 1946), ehemaliger Profifußballer, u. a. bei Borussia Dortmund und dem TSV 1860 München
- Anneliese Michel (1952–1976), Studentin der Religionspädagogik und Opfer des großen Exorzismus